# KGDB
KGDB – debuger dla Linuksa. Wymaga dwóch maszyn połączonych interfejsem szeregowym (np. RS-232) lub siecią UDP/IP (KGDB over Ethernet, KGDBoE).
Obecnie KGDB istnieje jako łata na jądro. Do jądra 2.6.26 zostanie włączona odchudzona wersja KGDB (pozbawiona debugowania przez sieć).